# Пеццати, Романо
Романо Пеццати (итал. Romano Pezzati; род. 1939, Флоренция, Италия) — итальянский композитор и музыковед.

## Жизнь и творчество
Родился во Флоренции. Окончил Флорентийскую консерваторию имени Луиджи Керубини как пианист (занимался в классе Пьетро Скарпини), дирижёр хора (у Паоло Фрагапане) и композитор (у Роберто Лупи). В годы формирования испытал сильнейшее влияние Луиджи Даллапикколы, консерваторскую кафедру чтения партитур от которого он унаследовал в 1967 году (преподавал в консерватории до 2004 года).
В числе сочинений Пеццати произведения различных жанров, от камерной музыки до сценических работ. Как и Даллапиккола, пишет в основном для голоса (для солистов и хора), а пение (напевность) пронизывают всё его творчество, включая инструментальные сочинения. Партитуры публикуются преимущественно издательством «Suvini — Zerboni».
Лауреат ряда национальных и международных конкурсов: в Париже — за «Псалом 43» в 1971 году; в Скопье — за «Библейские фрагменты», 1973; в Израиле — за «Вспомни[, Иисусе милосердный]» (Recordare), 1981. Сочинение «…однообразно…» (нем. Einerlei, 1981) для сопрано и ансамбля было написано по заказу фестиваля Флорентийский музыкальный май. Там же в 1982 году состоялась премьера его сценической работы «Мечтатель» (итал. Il Sognatore).
Пеццати также известен своими исследованиями музыки мастеров прошлого, от Ренессанса до современности. Центральное место в корпусе его аналитических работ занимает творчество Даллапикколы. Десятилетия его изучения увенчались масштабным курсом об «Улиссе», прочитанным им во Флорентийской консерватории к столетию со дня рождения композитора в 2004 году. В 2008 году исследования Пеццати были изданы отдельной монографией «Память Улисса» (под ред. Марио Руффини; см. библиографию), которая на сегодняшний день является наиболее глубокой и оригинальной работой из всего об «Улиссе» написанного.

## Избранные сочинения
- SONATA (1965), «Соната», для фортепиано (13’)
- COMPOSIZIONE (1966), «Композиция», для оркестра (17’)
- DIALOGHI (1966/67), «Диалоги», для фортепиано, камерного оркестра и ударных (10’)
- PUNTI, LINEE, SPESSORI (1968), «Точки, линии, плотности [„толщины“]», для оркестра (13’)
- FRAMMENTI BIBLICI (1969/70), «Библейские фрагменты», для хора и трёх групп инструменталистов (30’)
- SALMO 43 (1970), «Псалом 43» для восьми голосов и малого камерного хора (10’)
- UND WENIG WISSEN (1970), для сопрано и камерного оркестра на стихи Гёльдерлина (10’)
- IMMAGINE (1970/71), «Образы» для фортепиано (неопределенная продолжительность)
- CORRESPONDANCES (1972), «Соответствия» для голоса и семи инструментов на стихи Бодлера (13’)
- DIXITQUE FIAT (1972), «И сказал… да будет», для мужского хора без сопровождения (5’)
- VIDITQUE QUOD ESSET BONUM (1973), «И увидел… что это хорошо», для мужского хора без сопровождения (8’)
- EST SILENTIUM IN CAELO (1973/4), «Безмолвие на небе», для мужского хора без сопровождения (5’)
- MELOS (1974), «Мелос», для фортепиано и струнных (10’)
- QUATTRO FOGLI (1974), «Четыре листка» для двух скрипок и альта (8’)
- TRE FASI IN BIANCO E NERO (1974), «Три фазы в белом и чёрном», для флейты соло (6’)
- ELEGIA (1975), «Элегия» для контрабаса соло (8’)
- FIGURE (1975), «Фигуры», для сопрано, двух скрипок и альта (20’)
- NEL LONTANO (1975), «Вдалеке», для сопрано, скрипки, альта, виолончели и фортепиано (6’)
- RICORRENZE (1975), «Возвращения», для скрипки, виолончели и фортепиано (22’)
- RECORDARE (I, II, III) (1978), «Вспомни[, Иисусе милосердный]», для смешанного хора без сопровождения (I), для смешанного хора и медных (II), для четырёх голосов с ансамблем (III) на текст Плача Иеремии (30’)
- PER TRE VIOLE (1979), «Для трёх альтов» (13’)
- EINERLEI (1981), «…однообразно…», для сопрано и семи инструментов на стихи Гёльдерлина (9’)
- IL SOGNATORE (1981), «Мечтатель», басня в двух действиях на текст Мауро Пеццати, для трёх сопрано, двух голосов мальчиков и четырёх чтецов
- AURA (1984), «Аура», для блокфлейты, гитары и камерного оркестра (15’)
- TRE CANTI (1998), «Три песни» для камерного оркестра (15’)

## Избранные публикации
- Pezzati, Romano. La  memoria di Ulisse : studi sull'Ulisse di Luigi Dallapiccola. — Milano: Suvini Zerboni, 2008. — 374 p. — ISBN 978-88-900691-3-0.
- Pezzati, Romano. Strutture musicali e drammatiche di Ulisse // Luigi Dallapiccola nel suo secolo: atti del convegno internazionale, Firenze, 10-12 dicembre 2004 / Fiamma Nicolodi. — Firenze: L. S. Olschki, 2007. — P. 313-335. — (Historiae Musicae Cultores). — ISBN 9788822256379.